# Moraga (Kalifornija)
Moraga je gradić u američkoj saveznoj državi Kalifornija. Prema popisu stanovništva iz 2010. u njemu je živjelo 16.016 stanovnika.